# Обиора, Нванкво
Нва́нкво Эме́ка Обио́ра (англ. Nwankwo Emeka Obiora; 12 июля 1991, Кадуна) — нигерийский футболист, опорный полузащитник клуба «Боавишта».

## Клубная карьера
Первые шаги в футболе начал делать в родном городе Кадуна. Воспитанник клуба ЭКО из крупнейшего города Нигерии Лагоса. В 2006 году столичным клубом был отдан в аренду в свой первый профессиональный клуб «Хартленд», в котором находясь по 2008 год сыграл 47 матчей, в которых забил 16 мячей. С 2008 по 2009 год находился в аренде в клубе «Викки Туристс», в 17 играх за который забил 4 мяча. 11 мая 2009 года он был снова отдан в аренду, но уже в европейский клуб, игравший во второй по значимости лиге (Сегунда) Испании «Реал Мурсию», за который футболисту так и не удалось сыграть ни одного матча.
30 января 2010 года за 800 тысяч евро был куплен миланским «Интернационале» у лагосского клуба ЭКО для усиления молодёжного состава, который возглавляет Фульвио Пеа.
25 июля 2010 года «Интер» приобрёл у «Пармы» Биабиани и Маригу, частью сделки явилась передача половины прав на игрока Нванкво Обиору. С приходом в клуб испанского тренера Рафаэля Бенитеса игрок начал привлекаться к тренировкам с основным составом, а после, ввиду большого количества травм, постигших команду, включался в заявки на матчи. Дебют игрока состоялся в Лондоне во время матча группового этапа Лиги чемпионов против «Тоттенхэма». Нванкво Обиора появился на поле на 54-й минуте, заменив ганского полузащитника Салли Мунтари
Дебют молодого игрока в итальянской Серии А состоялся 21 ноября 2010 года на 55 минуте выездного матча против «Кьево». 31 января 2011 года был отдан в аренду «Парме», в которой дебютировал 15 мая 2011 года. В июле 2011 года «Парма» выкупила весь контракт игрока у «Интера».

## Карьера в сборной
Нванкво Обиора с 2004 по 2007 год являлся игроком национальной сборной Нигерии до 17 лет, за время, проведённое в её составе, сыграл 20 матчей, в которых забил 5 мячей. На данный момент является членом сборной до 20 лет, в составе которой в 2009 году принял участие в молодёжном чемпионате мира, проходившем в Египте, и молодёжном чемпионате Африки в Руанде.

## Достижения
- Суперкубок Италии: 2010
- Обладатель Кубка африканских наций: 2013.

## Характеристика
Играет на позиции опорного полузащитника, при надобности может сыграть центрального защитника Молодого футболиста часто сравнивают с Оби Микелем.